# 黃邵
黃邵（2世纪—196年），东汉末期人物。黄巾軍指揮官之一。

## 生平
黄巾之乱后，占据汝南郡（治今河南省平舆县北）、潁川郡（治今河南省禹州市）一带为根据地。黄邵与刘辟、何仪、何曼等人，各拥有数万军队。初应袁术，又附孙坚。建安元年（196年）二月，曹操来征伐黄巾軍，屯聚版梁。黄邵夜襲曹操軍，于禁反攻，黃邵战死。生还的何儀归降曹操。

## 文化

### 演义
小説《三国演义》记作黄劭，也是汝南郡、潁川郡一带为根据地。曹操派兵来攻。何曼被曹洪所斩，黃邵被曹操部将李典生擒。之後，何儀被擒，二人被曹操下令处斩。